# Sörnacksta
Sörnacksta är en småort i bostadsområdet Sidsjö i Sundsvalls kommun, Västernorrlands län. Småorten utgörs av ett villaområde cirka en kilometer sydost om stadsdelen Böle i Sundsvall.